# Рат светова (радио)
Рат светова, радио-драма направљена на основу истоименог романа Херберта Џорџа Велса, коју је Радио Театар Меркур (Mercury Theatre on the Air) емитовао на CBS-у као специјална емисија за празник Ноћ вештица, 30. октобра 1938. Ова радио-драма ушла је у историју медија по начину на који је реализована: као директан пренос инвазије Марсоваца на Земљу, урађен тако верно да су многи слушаоци широм Америке подлегли паници, мислећи да се то заиста догађа. Драму је режирао Орсон Велс, који је тада имао 23 године.
Иначе, Орсон Велс (Orson Welles) и писац романа Херберт Џорџ Велс због сличних презимена понекад се погрешно доводе у родбинску везу.
Ова радио-драма често се наводи као пример утицаја који медији могу имати и злоупотребе моћи која из тога може проистећи. Оригиналан снимак је и данас доступан и врло тражен (видети ниже под „спољашње везе").

## Емисија
Роман Х. Џ. Велса говори о инвазији Марсоваца на Земљу, у Енглеску (околина Лондона), крајем 19. века. Написан је у првом лицу, са аспекта приповедача који је учесник у тим догађајима. Адаптацију романа и сценарио за радио-драму написао је Хауард Кок (Howard Koch), уз помоћ Орсона Велса и осталих чланова екипе Театра Меркур. Радња је „пребачена“ у Гроверс Мил (Grover's Mill) код Њу Џерзија и у актуелно време, а драматизација је урађена тако да све звучи као директан радијски пренос догађаја. Како би постигли жељену атмосферу, Орсон Велс и остали глумци увежбавали су драматичност глуме слушајући снимак узбуђеног репортера који је уживо преносио несрећу цепелина "Хинденбург" претходне године.
Око половина 50-минутне драме састојала се од овог лажног радио-преноса пресецаног вестима, извештајима и саопштењима званичника. Овакав приступ никада раније није коришћен у радио-драмама, бар не толико дуго у континуитету, што је вероватно био кључни узрок за конфузију која ће уследити.
Програм је почео парафразираним уводом из романа у коме се помињу намере Марсоваца. Затим је настављено тако као да је у питању обична музичка емисија (пренос свирке из једног њујоршког хотела), са повременим прекидима за кратке вести. Те вести су најпре биле безазлене, у њима се помињу чудне експлозије примећене на површини Марса. А онда постају све чешће и злослутније након што "метеорит" - за који ће се испоставити да је Марсовска ракета - падне у Њу Џерзи. Знатижељне масе људи почињу да се окупљају око кратера, а цео догађај „уживо преноси“ репортер Карл Филипс, све док Марсовци не направе масакр међу окупљенима спаливши их својим "зрацима смрти". (Каснија истраживања показала су да су многи слушаоци чули само овај део радио-драме, а затим почели да позивају родбину и познанике, тако да су се гласине шириле геометријском прогресијом и умногоме допринеле конфузији која је настала).
На Земљу пада још Марсовских бродова из којих излазе Марсовци у својим "триподима“ и онда почиње пустошење широм САД, рушење мостова и пруга. Притом Марсовци испуштају и црни дим, тако да они који избегну „зраке смрти“, дефинитивно умиру од отровног гаса. У програм се укључује и неименовани секретар унутрашњих послова који обавештава нацију о рату са Марсовцима. (Уместо „секретара“, по сценарију је требало да буде најављен „лично“ Рузвелт, међутим, због притиска који је ЦБС извршио на Велса, то је промењено најпре у „председник“, али ЦБС ни то није дозволио. Велс је на крају прихватио да не помиње председника, али је саветовао глумца Кенија Делмара (Kenny Delmar) да у улози „секретара“ максимално имитира Рузвелта).
Армија напада Марсовце, али без успеха. Људи беже или се окупљају у црквама на молитвама, док Марсовци незадрживо надиру ка Њујорку, испуштајући притом отровни гас.
Овај део драме завршава се врло ефектно: радио репортер преноси долазак Марсоваца са крова зграде ЦБС-а, коментарише како се приближавају авенију по авенију, и на крају, у пола реченице, пада отрован гасом. Само се још чују звуци Марсовских машина и један усамљени радио-оператер како дозива: „Има ли кога у етру?", а затим се и он губи.
Други део емисије је углавном монолог главног јунака, професора Пирсона (Велс). Прича се завршава као и у роману - Марсовци умиру од земаљских клица и бактерија. На крају, Велс ван своје улоге подсећа слушаоце да је све што су чули заправо празнична шала, чији је циљ да их мало заплаши (то је упоредио са маскирањем у духа навлачењем чаршава на главу, уз узвик „Бу"). Ово појашњење дао је на инсистирање руководилаца ЦБС-а који су схватили колику панику је овај програм изазвао.

## Реакције јавности и анализе
Многи слушаоци пропустили су или једноставно игнорисали шпицу и најаву, а у предвечерје Другог светског рата, у атмосфери растуће напетости и бриге, помислили су да је у питању информативни програм. Штампа тога времена извештавала је о паници која је настала, људима који су бежали из области у које су наводно Марсовци надирали, а било је и оних који су били убеђени да осећају мирис отрвног гаса; други су, пак, тврдили како су видели одсјаје борби у даљини.
Неки аналитичари наводили су да је програм чуло око шест милиона слушалаца; 1,7 милиона њих поверовало је да је пренос истинит, а 1,2 милиона било је „истински уплашено“. У наредних месец дана по емитовању емисије, објављено је око 12.500 новинсих текстова о овој радио-драми и реакцијама које је изазвала. Чак се и Хитлер огласио по овом питању, рекавши да је паника која је настала „доказ декаденције и искварености демократије".
У неким каснијим анализама тврди се да је паника била много мања него што се приказивало у тадашњој штампи. Остаје, међутим, неспорно да је много људи било уплашено, или бар збуњено.
Још један је разлог због кога слушаоци нису знали шта заправо слушају. У то време на конкурентској радио-мрежи NBC емитован је много популарнији шоу трбухозборца Едгара Берџена, "Чарли Макарти Шоу" (Чарли је био лутка са којом је Берџен изводио разне комичне дијалоге). Око 12. минута у Берџеновој емисији пуштена је једна оперска музичка нумера, па се претпоставља да је тада много слушалаца окренуло скале својих радио пријемника како би потражило нешто забавније. Не треба притом губити из вида чињеницу да је радио био још увек нов медиј, много атрактивнији него што је нама данас телевизија, и да се све дешавало на празнично вече, у ударном термину од 20 часова, када су углавном целе породице биле окупљене око радио-апарата. Према неким изворима, Орсону Велсу је био познат синопсис Берџенове емисије, па је зато, након релативно досадног почетка радио-драме, прво „репортерско укључење“ из Гроверс Мила темпирао за 12. минут радио-драме, како би појачао збуњеност новодобијених слушалаца. Тако су многи слушаоци заправо почели да слушају драму у тренутку када се отвара Марсовски цилиндар и почиње покољ.
Није само пука наивност слушалаца кумовала њиховој збуњености. Радио је имао велики кредибилитет, а гласови глумаца су одраније били познати слушаоцима. Осим тога, никада се ништа слично раније није десило, тако да су слушаоци били навикнути да су информације које чују на радију - истините.
Иако је неколико пута током емисије поновљено да је у питању радио-драма, таква најава први пут се могла чути тек у 40. минуту, ако изузмемо шпицу и најавни део емисије. Већ после првог појављивања Марсоваца, многи су изашли ван куће како би се консултовали са суседима о ономе што су чули (телефона тада није било пуно у домовима). Тако се, од уста до уста, паника већ раширила пре 40. минута и објаве да је у питању радио-драма.
Они који су живели у близини Гроверс Мила нагрнули су „на лице места“ како би видели из прве руке шта се дешава. Тако су се створиле велике гужве, па је морала интервенисати и полиција, која је дошла у већем броју како би завела ред. Онима који су нешто касније пристигли, све је изгледало управо онако како је извештавано на радију: гомиле људи, вика, полицијске сирене и светла која шарају по маси - сасвим довољно да се и сами успаниче.
За Едгара Берџена и Чарлија Макартија, чија је емисија истовремено емитована на НБЦ-у, често кажу да су „спасили свет“ - многи шокирани Велсови слушаоци доживели су олакшање када су чули њихове познате гласове на фреквенцији НБЦ-а.

## Последице
Након панике која је завладала, у јавности се дигла повика против CBS-а, али се ова компанија правдала тиме да су слушаоци у неколико наврата били обавештавани да је у питању радио-драма. Орсон Велс и Театар Меркур избегли су казну, али не и цензуру, а ЦБС-у је наложено да се најава „прекидамо програм“ (због важног обавештења и сл.) убудуће не сме користити у драмске сврхе.

## Теорија завере
У скорије време могу се чути теорије по којима је Рат светова заправо био својеврстан психолошки експеримент везан за страх од рата. У документарном филму „Господари свемира: Тајно рођење федералних резерви“ (Masters of the Universe: The Secret Birth of the Federal Reserve) из 1999, писац Данијел Хопсикер (Daniel Hopsicker) тврди да је Фондација Рокфелер финансирала радио-драму, анализирала насталу панику и саставила извештај у који је имало увид само неколико „одабраних“. Постоји још једна варијанта ове теорије, по којој је, осим Фондације Рокфелер, у завери учествовао и Принстон радио пројект (Princeton Radio Project).
Постоје и спекулације да је паника коју је изазвало емитовање Рата светова инспирисала званичнике да прикрију доказе о постојању НЛО, како би се избегла слична паника. Капетан Америчког ратног ваздухопловства Едвард Џ. Рапелт (Edward J. Ruppelt) 1956. је написао: "Досијеи (америчке владе) о НЛО пуни су референци о безмало масовној паници од 30. октобра 1938, када је Орсон Велс извео своју, сада чувену, радио-драму Рат светова."

## Утицај
Понекад се тврди да су вести о јапанском нападу на Перл Харбор у америчкој јавности најпре примљене са неверицом, као последица Велсове радио-драме.
Ова драма је у неколико наврата била адаптирана (са промењеним локацијама које се у њој помињу) и поновно емитована на другим радио-станицама, где је постигла сличне ефекте као оригинална:
- 1944. емитована је у Сантјагу, Чиле, где је изазвала панику, а гувернер је наредио мобилизацију.
- 12. фебруара 1949. емитовање у Киту (Quito), Еквадор, успаничило је десетине хиљада људи.
- . Неки, разјарени због обмане којој су подлегли, запалили су радио-станицу и просторије водећих престоничких новина El Comercio, када је погинуло 20 људи. Материјална штета је износила тадашњих 350.000 долара. Троје људи је ухапшено и оптужено за одговорност за емитовање.